# Hierodula tenuidentata darvasica
Hierodula tenuidentata darvasica es una subespecie de mantis de la familia Mantidae.

## Distribución geográfica
Se encuentra en Tayikistán.